# جورج ميدلتون (كاتب مسرحي)
جورج ميدلتون (بالإنجليزية: George Middleton)‏ هو كاتب مسرحي أمريكي، ولد في 27 أكتوبر 1880 في باترسون في الولايات المتحدة، وتوفي في 23 ديسمبر 1967 في واشنطن العاصمة في الولايات المتحدة.

## وصلات خارجية
- جورج ميدلتون على موقع IMDb (الإنجليزية)
- جورج ميدلتون على موقع قاعدة بيانات برودواي على الإنترنت (الإنجليزية)
- جورج ميدلتون على موقع قاعدة بيانات الفيلم (الإنجليزية)